# Gammfäbodtjärnen, Lappland
Gammfäbodtjärnen är en sjö i Åsele kommun i Lappland och ingår i Ångermanälvens huvudavrinningsområde.